# Mỹ Lý
Mỹ Lý là một xã thuộc tỉnh Nghệ An, Việt Nam.

## Địa lý
Xã Mỹ Lý có vị trí địa lý:
- Phía Đông giáp xã Nhôn Mai;
- Phía Nam giáp xã Mường Lống và xã Huồi Tụ;
- Phía Tây giáp nước CHDCND Lào và xã Bắc Lý;
- Phía Bắc giáp xã Bắc Lý.

Xã Mỹ Lý có diện tích tự nhiên 211,03 km².

## Diện tích và Dân số
Xã có diện tích tự nhiên: 211,03 km², quy mô dân số: 5.861 người.